# Zhuge Dan
Zhuge Dan (??? - 258) (chinois simplifié :诸葛诞 , chinois traditionnel :諸葛誕 , pinyin : Zhūgě Dàn , WG :Chu-ke Tan ), prénom social Gongxiu, est d'abord un officier civil, puis un général, au service du royaume de Wei, pendant la période des Trois Royaumes de l'Histoire de la Chine. Pendant la seconde moitié de sa carrière, lorsqu'il occupe des postes militaires, il est impliqué dans les trois rébellions qui éclatent au Souchun; qui visent toutes à provoquer la chute du clan Sima, dont les membres sont les dirigeants de fait du Wei. En 255, lors de la seconde rébellion, il aide de toutes ses forces Sima Shi à écraser Guanqiu Jian et ses mutins. Cependant, c'est lui qui, en 257, déclenche la troisième rébellion, la plus importante des trois, pour les mêmes raisons qui ont poussé Guanqiu à se rebeller et avec l'aide de Wen Qin, qui avait déjà participé à la révolte de 255. Il meurt lors de cette dernière, à l'issue du siège de Shouchun en 258.

## Carrière comme agent impérial
Zhuge Dan est né dans le comté de Yangdu, de la commanderie de Langya, comme la plupart des autres membres du clan Zhuge. En tant que descendant direct de Zhuge Feng (諸葛豐), qui fut Directeur des serviteurs (司隸校尉) sous la dynastie Han, Zhuge Dan reçoit une bonne éducation et devient greffier du bureau du Secrétariat Impérial. Bien qu'il occupe un poste subalterne, il se lie d'amitié avec des célébrités du Wei, comme Xiahou Xuan et Deng Yang (鄧颺), tous deux étant des associés très connus de Cao Shuang. En outre, il réussit à marier une de ses filles à Sima Zhou, le fils de Sima Yi et l'autre à Wang Guang, le fils de Wang Ling.
Avec l'aide de son puissant réseau de contacts, Zhuge Dan réussit à devenir un agent impérial, et commence à gravir les échelons petit à petit, jusqu’à devenir Greffier adjoint du Palais Impérial (御史中丞), Secrétaire Impérial (尚書) (御史中丞尚書) et même Greffier adjoint du Secrétariat Impérial(御史中丞尚书). Il est alors au sommet de sa carrière civile, et avec ses amis, il reçoit les plus grands éloges. Durant toute sa carrière civile, il accorde des faveurs à tous ceux qui venaient lui demander un poste, ce qui lui assure le soutien de ses subordonnés, mais il commence à développer un ressentiment envers l'Empereur. Par ailleurs, son avancement aussi rapide est dû davantage à son réseau de relations qu'à ses actions, ce qui finit par se retourner contre lui, lorsqu'il tombe en disgrâce et que l'Empereur Cao Rui le punit en le renvoyant de ses différents postes.

## Début de carrière militaire
Après la mort de Cao Rui, Xiahou Xuan utilise son influence pour rendre à Zhuge Dan son poste de Greffier adjoint du Secrétariat Impérial et réussit à lui obtenir le grade de général, avant de le promouvoir Gouverneur de la province de Yang. À cette époque, Cao Shuang est le tuteur de Cao Fang, le nouvel empereur, qui n'a que huit ans. Avec ses proches, dont font partie Xiahou Xuan et Deng Yang, il contrôle totalement la cour du Wei. La situation change du tout au tout après l'incident des tombes de Gaoping, qui permet à Sima Yi, l'ennemi politique de Cao, de prendre le contrôle de la cour et d'éliminer physiquement Cao Shuang et tout son clan. Deng Yang, ainsi que de nombreux amis de Zhuge Dan sont exécutés et Xiahou Xuan est remplacé par Guo Huai. Face à cette instabilité politique, bien des nobles influents commencent à se demander si le trône du Wei va rester entre les mains du clan Cao.
Après l'incident des tombes, Wang Ling, le responsable militaire de la province de Yang, pense que c'est Sima Yi qui contrôle la cour du Wei et dirige les affaires de l’État, et non l'empereur. Ses craintes sont renforcées lorsqu'il reçoit un message de Sima lui annonçant qu'il est promu Grand Commandant (太尉), soit un poste honorifique, où il ne commande aucune force armée. Après avoir reçu ce courrier, il prend secrètement contact avec son neveu Linghu Yu (令狐愚), qui est à la fois l'inspecteur de la province de Yan et un officier civil de grand talent. À eux deux, ils commencent à élaborer un plan pour évincer Sima Yi. Endossant le rôle du stratège, Linghu Yu suggère à son oncle d'organiser un coup d'état pour remplacer le trop jeune empereur par Cao Biao (曹彪), le Prince de Chu (楚王), qui est connu pour être un homme sage et avisé. Alors que Wang Ling prend contact avec Cao Biao et commence à préparer le coup d'état, Linghu Yu meurt de maladie, privant son oncle des troupes sous des ordres, ainsi que d'une aide indispensable à l'organisation de la rébellion.
En 251, les plans de Wang Ling sont révélés à Sima Yi par un traitre. Sans perdre de temps, Sima Yi convoque Zhuge Dan et lui donne le grade de Général qui Pacifie l'Est, ce qui en fait l'assistant de Sima dans sa campagne contre Wang Ling. L'armée du Wei avance rapidement, jusqu'à être à 100 chi de Wang, qui finit par se rendre sans même combattre, le déséquilibre des forces étant trop important. Même si Wang Ling n'a pas vraiment eu le temps de réellement démarrer une révolte, cet incident est considéré comme la Première Rébellion au Shouchun.

## Tentative d'invasion du Wu et rétrogradation
Après l'exécution de l'intégralité du clan de Wang Ling, Zhuge Dan devient le nouveau responsable militaire de la province de Yang, et reçoit le titre de marquis. Sima Yi meurt peu de temps après sa victoire contre Wang Ling et est remplacé par son fils aîné, Sima Shi, qui perpétue la mainmise du clan Sima sur la cour. En 252, Sima Shi, sur les conseils de Zhuge Dan, lance une attaque sur trois fronts contre le royaume de Wu. Zhuge, qui dirige une armée de 70 000 hommes, est chargé d'attaquer Dongxing. Dès son arrivée sur place, il prend le contrôle du barrage de Dongxing. Ce barrage avait été détruit en 241, mais Zhuge Ke, le régent du Wu, l'avait fait reconstruire depuis. Le nouveau barrage, bien plus imposant que l'ancien, touche les collines environnantes, et est défendu par deux châteaux situés au milieu, avec chacun une garnison de 1 000 hommes. Ce grand barrage crée une réserve d'eau à proximité du lac Chaohu, dans le double but de défendre le Wu contre une éventuelle attaque du Wei et de servir de base avancée aux navires du Wu.
Pour faire face aux défenseurs du barrage, qui sont sous les ordres de Liu Lue et Quan Duan, Zhuge Ke prend 40 000 hommes avec lui et avance rapidement. Avant que Zhuge Ke ait le temps d'arriver avec des renforts, il met le siège devant les deux châteaux, occupe le barrage et installe ses campements. Bien qu'il ait un avantage numérique et stratégique, Zhuge Dan se fait surprendre par une manœuvre de l'avant-garde du Wu, dirigée par Liu Zan (留賛) et Ding Feng. En effet, plutôt que d'attendre le gros des troupes, les deux généraux du Wu avancent à très grande vitesse avec 3 000 hommes légèrement équipés et lancent une attaque surprise contre le camp principal de Zhuge Dan.
Après une défaite aussi embarrassante, Zhuge Dan est rétrogradé Général qui Pacifie le Sud, et c'est Guanqiu Jian qui le remplace comme Gouverneur et Responsable Militaire de la province de Yang.

## Répression de la seconde rébellion au Shouchun
En 254, Sima Shi dépose l'empereur Cao Fang, à la suite d'une tentative de coup d'état de ce dernier. Il le remplace par Cao Mao, jugé moins hostile au clan Sima et plus facile à manipuler. En réaction à cette destitution, les généraux Guanqiu Jian et Wen Qin se rebellent, avec la volonté affichée de faire tomber le can Sima et de restaurer l'autorité du clan Cao. Ils envoient secrètement une lettre au Wu pour demander de l'aide et une à Zhuge Dan, où ils lui demandent de se joindre à eux pour chasser Sima Shi du pouvoir. Après avoir lu la lettre, Zhuge Dan exécute le messager et rapporte les intentions des rebelles au gouvernement central. Ensuite, il rejoint l'expédition militaire organisée par Sima Shi pour mater la seconde rébellion au Souchun. Comme Sima arrive sur place avant les troupes du Wu, la rébellion tourne court très rapidement. Pendant que Guanqiu Jian s'enfuit de son côté et Wen Qin du sien, Zhuge Dan pénètre dans la cité de Shouchun. Lorsque Sun Jun arrive à Dongxing, à la tête des troupes du Wu, il apprend que Shouchun est déjà tombé et donne l'ordre à ses soldats de se replier. Une fois informé de la présence d'une armée Wu dans la région, Zhuge Dan envoie Jiang Ban (蔣班) à la poursuite des fuyards. Liu Zan, qui avait vaincu Zhuge à la bataille du barrage de Dongxing, est présent aux côtés de Sun Jun. Très gravement malade, il insiste pour couvrir le repli du gros des troupes du Wu en restant à l’arrière-garde. Zhuge Dan en profite pour prendre sa revanche après l'humiliation qu'il avait subie en 252 et tue Liu Zan dans les combats qui s'ensuivent.

## Rébellion et mort à Shouchun
Peu après sa victoire sur Guanqiu Jian et Wen Qin, Sima Shi meurt de maladie et c'est Sima Zhao, son jeune frère, qui devient le dirigeant de facto du Wei. En récompense pour sa participation et sa victoire sur Liu Zan, Zhuge Dan reçoit le grade de "Général qui Conquiert l'Est" et devient le nouveau gouverneur de Shouchun. Zhuge sait que son poste est extrêmement dangereux et il connait le prix à payer lorsqu'on se met en travers du chemin du clan Sima. Dès sa prise de fonction, il essaye de sécuriser sa position en menant une politique visant à augmenter sa popularité dans la région du sud de la rivière Huai, tout en embauchant de nombreux gardes du corps.
Pendant ce temps, Sima Zhao cherche un moyen d'éliminer les derniers fidèles du clan Cao qui subsistent dans le royaume. Son conseiller Jia Chong lui suggère de pousser Zhuge Dan à la rébellion, puis de faire de son sort un exemple pour les derniers opposants au clan Sima. Peu de temps après, Zhuge reçoit un décret impérial lui demandant de rentrer à Luoyang, la capitale du Wei, et de devenir le nouveau Ministre des Travaux. À la réception du décret, il prend peur, car il craint que le poste ne soit un piège. Il va voir Yue Lin, l'inspecteur de la province de Yang, le tue et prend le contrôle de ses soldats avant de se déclarer en rébellion contre Sima Zhao. Zhuge Dan sait très bien que, seul, il n'a aucune chance contre le clan Sima et décide de demander de l'aide au royaume de Wu. Il envoie Wu Gang (吳 綱), son greffier en chef négocier auprès du Wu, ainsi que Zhuge Jing (諸葛 靚), son fils, qui doit servir d'otage.
Lorsqu'il est mis au courant de la situation, Sima Zhao prend personnellement la tête d'une armée de 260 000 soldats et se met en route pour réprimer la révolte. Il installe son campement principal à Qiutou (丘頭), et de là il envoie Wang Ji et Chen Qian (陳騫) assiéger Shouchun, pendant que Shi Bao (石苞), Hu Zhi (胡質) et Zhou Tai (州泰) doivent repousser l'armée du Wu qui approche. Malgré ce déploiement, l'avant-garde des troupes du Wu, dirigée par Wen Qin, Tang Zi et Quan Yì (全懌), réussit à pénétrer dans Shouchun avant que Wang Ji ne réussisse à assiéger la ville. Par la suite, Wen Qin tente à plusieurs reprises de briser le siège, mais en vain. Le gros des troupes du Wu, dirigées par le général Zhu Yi, s'installe à Anfeng (安豐), au sud-ouest de Shouchun. De là, Zhu tente à nouveau d'aider les assiégés à briser le siège, mais il est vaincu par Zhou Tai. Sun Chen, le responsable de l'expédition du Wu, déplace ses troupes à Chaohu, puis envoie Zhu Yi, Ding Feng et Li Fei (黎斐) tenter à nouveau de briser le siège de Shouchun, mais Shi Bao et Zhou Tai leur infligent une nouvelle défaite. Peu après, Hu Lie (胡烈), l'un des généraux du Wei, lance une attaque surprise contre le camp du Wu et réussit à détruire ses approvisionnements.
L'armée de Zhu Yi n'ayant plus de vivres, il est obligé de se retirer du champ de bataille, à la grande fureur de Sun Chen. Il fait exécuter Zhu Yi, puis se replie sur Jianye, la capitale du Wu, puisqu'il n'a plus les moyens de continuer à se battre. Ignorant tout de ce qui se déroule à l'extérieur de la ville, l'armée de Zhuge Dan reste assiégée et attend des renforts qui n'arrivent pas. Jiang Ban (蔣班) et Jiao Yi (焦彝), deux des conseillers de Zhuge Dan, lui suggèrent de concentrer toutes ses forces pour attaquer les assiégeants sur un point précis et briser le siège. Wen Qin s'y oppose et insiste sur le fait que les renforts du Wu vont arriver sous peu. Zhuge Dan rejette l'idée de Jiang Ban et Jiao Yi et parle de les faire exécuter plutôt que de les écouter. Plutôt que d'attendre que Zhuge mette sa menace à exécution, Jiang et Jiao s'enfuient de Shouchun et vont se mettre au service de Sima Zhao. Suivant une suggestion de Zhong Hui, il envoie de fausses lettres de Quan Hui (全輝) et Quan Yí (全儀) pour duper Quan Yī (全禕) et Quan Duan (全端) et les amener à se rendre. Le plan de Zhong fonctionne parfaitement, car lorsque Quan Yi reçoit ces lettres, il les prend pour de vraies et, à la première occasion, se rend à Sima Zhao avec ses hommes.
Lors du premier mois lunaire de 258, Zhuge Dan et les généraux, Tang Zi, Wen Qin, et Wen Yang (le fils de Wen Qin) décident d'essayer de briser le siège. Cette tentative se solde, une nouvelle fois, par un échec, de lourdes pertes et des défections au profit du Wei. Comme les provisions s'épuisent, Wen Qin suggère de rendre à la vie civile les soldats du Wu et une partie de ceux de Zhuge Dan, pour économiser les vivres. Zhuge prend la suggestion comme un acte de trahison et, de rage, fait exécuter Wen Qin. Lorsque Wen Yang et Wen Hu, ses fils, apprennent la nouvelle de la mort de leur père, ils s'enfuient de Souchun et se rendent à Sima Zhao. Après cette nouvelle défection, le moral des assiégés est au plus bas, ce qui permet aux troupes de Sima Zhao de pénétrer dans la ville lors du deuxième mois lunaire de 258. Durant la bataille qui s'ensuit, le général Yu Quan du Wu est tué, pendant que Tang Zi et Wang Zuo (王祚) se rendent. De son côté, Zhuge Dan tente de s'échapper de la ville, mais est tué par Hu Fen (胡奮) pendant sa fuite.

## Famille
- Ancêtre : Zhuge Feng (諸葛豐), fut Colonel de Sili durant la dynastie des Han occidentaux
- Cousins :
  - Zhuge Jin, au service du royaume de Wu
  - Zhuge Liang, au service du royaume de Shu
  - Zhuge Jun (諸葛均), au service du royaume de Shu
- Enfants :
  - Zhuge Jing (諸葛靚), au service du royaume de Wei, envoyé au Wu comme otage, pendant la rébellion de Zhuge Dan.
  - Fille, nom inconnu, mariée à Sima Zhou
  - Fille, nom inconnu, mariée à Wang Guang (王廣), le fils de Wang Ling. Finie exécutée comme le reste du clan Wang, après la rébellion de Wang Ling
- Petits-enfants :
  - Zhuge Yi (諸葛頤), fils ainé de Zhuge Jing
  - Zhuge Hui (諸葛恢), fils cadet de Zhuge Jing, devient Secrétaire Impérial pendant la dynastie Jin